# Parthiska
Parthiska, Pahlavanik, är ett utdött nordvästiranskt språk. Det talades i Parthien – en region i och runt Khorasan och angränsande områden – och var det officiella språket i Parthien från 250 f.Kr. till 226 e.Kr.
Parthiska språket var ett medeliranskt språk, besläktat med kurdiska ett nordvästligt iranskt språk och skrevs med pahlaviskriften. Idag anses det att sydkurdiska (Feyli/Pahlavi) efterträdde språket.
Efterlämnade texter på parthiska finns bland annat på lerskärvor från Nisa. Dessutom finns senare texter, skrivna i slutet av 200-talet och efter arsakidisk tid, från kejserliga inskrifter med parallelltext på medelpersiska. Dessutom finns än senare manikeiska texter som man påträffat i kinesiska Östturkestan.